# Maria ter Meetelen
Maria ter Meetelen (geboren 20. Juni 1704 in Amsterdam; gestorben vermutlich in Südafrika) war eine niederländische Reisende und Autorin, die zwölf Jahre als Sklavin in Marokko lebte.

## Leben
Maria ter Meetelen wurde am 20. Juni 1704 in Amsterdam als drittes Kind des Konditorgehilfen Caspar ter Meetelen und der Lucretia van der Heijden († 1717) in eine katholische Familie geboren. Ihr Vater heiratete nach dem Tod ihrer Mutter erneut und vermutlich lebte sie danach als Straßenkind in Amsterdam. Es gelang ihr gut, alleine zu überleben. Als sie 21 Jahre alt war, beschloss sie, in Männerkleidung durch Frankreich und Spanien zu reisen. Dabei schloss sie sich sogar einem Dragonerregiment in Spanien an. Sie wurde jedoch recht schnell enttarnt und ihre Militärkarriere endete bald. Danach reiste sie 1726 oder 1727 in Begleitung der Frau eines Unteroffiziers und als Nonne verkleidet nach Madrid. Sie lebte etwa vier Jahre dort und lernte den Seemann Claes van der Meer aus Alkmar kennen, den sie im Oktober 1728 heiratete. Er führte zu dieser Zeit einen bürokratischen Kampf um die Rückgabe seines Schiffes, welches einige Jahre zuvor von der spanischen Marine in Dienst gestellt worden war. Nachdem das Problem gelöst war, verließ das Ehepaar 1731 Cádiz in Richtung Niederlande. Vor der portugiesischen Küste erbeutete ein Freibeuter aus der marokkanischen Stadt Salé das Schiff.

### Sklavin in Marokko
Maria ter Meetelen wurde mit ihrem Mann und den anderen Gefangenen am 31. Juli 1731 in Salé an Land gebracht und danach in die damalige Hauptstadt Meknès. Die neuen Sklaven wurden dort dem Sultan vorgeführt, dessen Eigentum sie sein sollten. Claes van der Meer starb schon nach sechs Wochen und dadurch wurde die Situation für Maria ter Meetelen schwieriger. Weibliche, ungebundene Sklavinnen gab es kaum, es drohte ihr die Eingliederung in den Harem des Sultans, zudem wurde sie von den anderen Sklaven begehrt, unter denen ein großer Frauenmangel herrschte. Sie versuchte, den niederländischen Sklaven Pieter Janszn. Iede, einen Bootsmann aus Medemblik, der als Sprecher der Gruppe von etwa fünfzig niederländischen Sklaven fungierte, dazu zu bewegen, sie zu heiraten, und machte ihm am Tag nach dem Tod ihres Mannes direkt einen Heiratsantrag, den er zunächst nicht annehmen wollte. Seine Familie hatte das nötige Lösegeld aufgebracht, seine Freiheit war in Sicht, doch für ein Ehepaar hätte der Betrag nicht ausgereicht. Zudem war Maria ter Meetelen katholisch, er jedoch protestantisch.
Maria ter Meetelen suchte bei den Priestern der Franziskanermission nach Unterstützung und sie übten gemeinsam Druck auf Pieter Iede aus. Nach einer Woche willigte er in die Heirat ein. Jedoch musste auch der Sultan Abdallah in die Verbindung einwilligen, der die Frau aber für sich gewinnen wollte. Dazu hätte sie zum Islam übertreten müssen. Mehrere Frauen des Harems versuchten, Maria ter Meetelen zum Übertritt zu überreden, sie lehnte jedoch ab und täuschte eine Schwangerschaft vor, mit der sie an die Frauen appellierte, ihr über religiöse Vorurteile hinaus zu helfen. Die Haremsfrauen hatten Mitleid und überredeten den Sultan, ihr die Erlaubnis zur Ehe mit Pieter Iede zu geben. Zehn Tage nach dem Tod ihres Mannes Claes heiratete sie Pieter Iede, der zuvor noch zum katholischen Glauben konvertiert war. Aus der Ehe gingen schließlich acht Kinder hervor, von denen sechs jung starben. Die christlichen Sklaven unterlagen nicht dem islamischen Alkoholverbot und Pieter Iede betrieb ein Gasthaus im Sklavenquartier. Maria Iede renovierte dieses und vergrößerte den Betrieb. Sie konnte sogar weiteres Personal einstellen und durch den Betrieb den Unterhalt der Familie sichern. Dennoch war ihre Existenz immer unbeständig. In Marokko gab es zu der Zeit Erbfolgestreitigkeiten, bei denen die Sklaven in großer Unsicherheit lebten. Maria Iede gelang es jedoch, sich die Gunst des neuen Sultans, seiner Mutter oder seiner Frauen zu sichern. Obwohl auch ihre Landsleute davon profitierten, wurde ihr Erfolg am Hof von diesen nicht gewürdigt.
Bereits in den 1730er Jahren versuchten die Niederlande mehrfach, die niederländischen Sklaven freizukaufen, doch erst 1743 wurde die Mehrheit der Niederländer, darunter auch das Ehepaar Iede und seine beiden überlebenden Kinder, frei gelassen. Als Maria ter Meetelen in die Niederlande zurückkehrte, war sie achtzehn Jahre lang im Ausland gewesen, davon zwölf Jahre in Sklaverei. Sie ließ sich mit ihrem Mann und ihren Kindern in Medemblik nieder. Ihr Mann heuerte zwei Jahre später auf einem Schiff in den Osten an und 1748 veröffentlichte Maria Iede ihre Erinnerungen an das Sklavendasein. Ihre Kinder starben kurz nacheinander und 1750 erhielt sie die Nachricht, dass ihr Mann in Indien verstorben sei. Sie war 46 Jahre alt, erneut völlig alleine, ein zweites Mal verwitwet und hatte acht verstorbene Kinder. Im März 1751 beantragte sie beim Bürgermeister von Medemblik ein Führungszeugnis, das sie für ihren Umzug an das Kap der Guten Hoffnung benötigte. Über ihr weiteres Leben in Südafrika ist nichts bekannt.